# Bulbothrix tuskiformis
Bulbothrix tuskiformis är en lavart som beskrevs av Elix. Bulbothrix tuskiformis ingår i släktet Bulbothrix och familjen Parmeliaceae.   Inga underarter finns listade i Catalogue of Life.